# Santa Olalla de Bureba
Santa Olalla de Bureba es una localidad y un municipio situados en la provincia de Burgos, comunidad autónoma de Castilla y León (España), comarca de La Bureba, partido judicial de Briviesca, ayuntamiento del mismo nombre.

## Geografía
Está integrado en la comarca de La Bureba, situándose a 26 kilómetros de la capital burgalesa. Su término municipal está atravesado por la carretera N-1 en el pK 265 y por la autovía A-1. El relieve del municipio tiene dos partes diferenciadas. Por el norte se encuentra el páramo que alcanza los 1088 metros de altitud. Por el sur está el corredor de la Bureba que aprovechan las carreteras y el río Cerratón, cerrado por otras elevaciones de más de 900 metros de altitud. El pueblo se alza a 855 metros sobre el nivel del mar. 
| Noroeste: Galbarros             | Norte: Galbarros              | Noreste: Quintanavides |
| Oeste: Monasterio de Rodilla    |                               | Este: Quintanavides    |
| Suroeste: Monasterio de Rodilla | Sur: Santa María del Invierno | Sureste: Quintanavides |

## Topónimo
El nombre de la localidad, Santa Olaja, significa "Santa Olalla o Eulalia". Existen otras dos localidades del mismo nombre en las provincias de León y Palencia.

## Historia

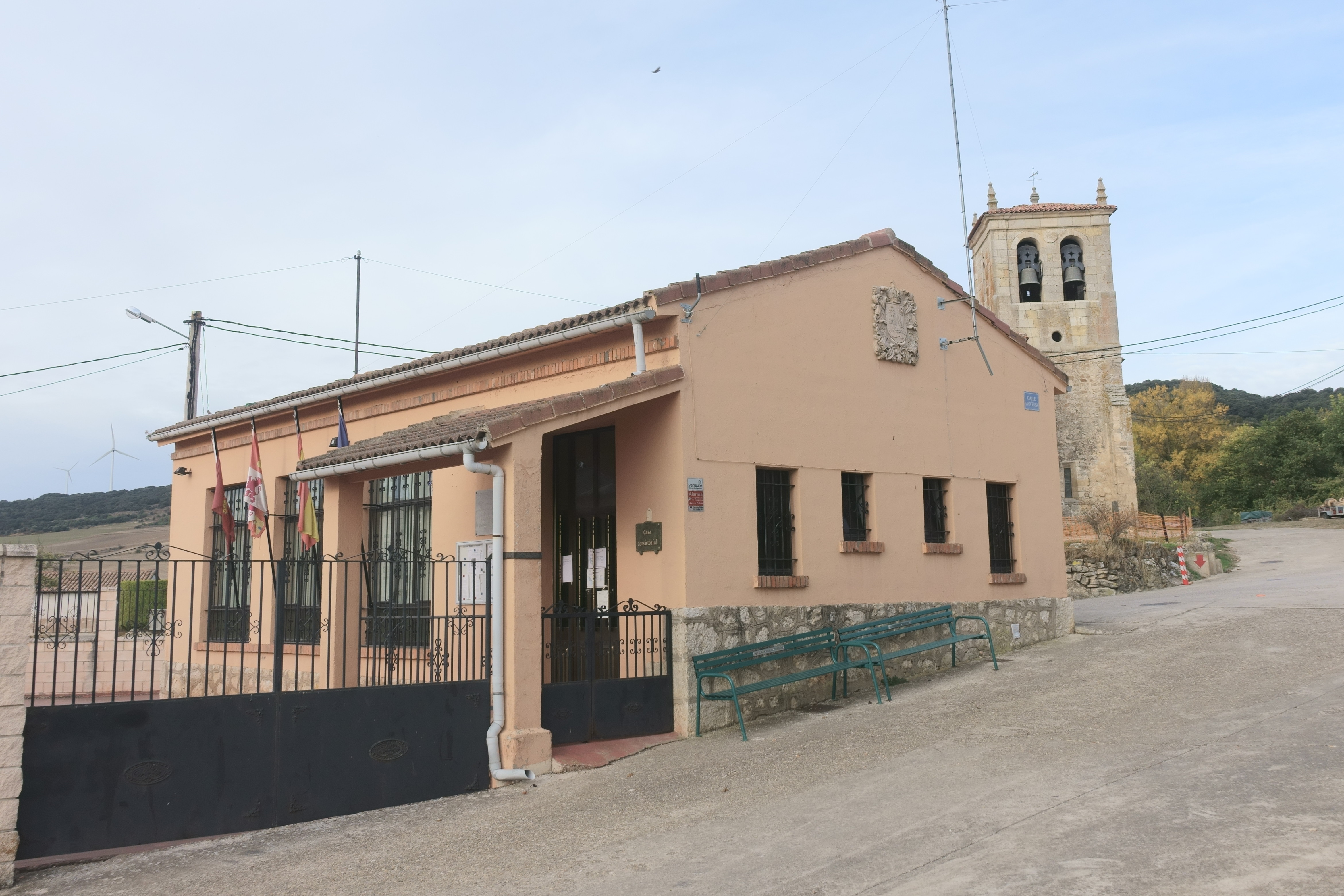
Casa consistorial

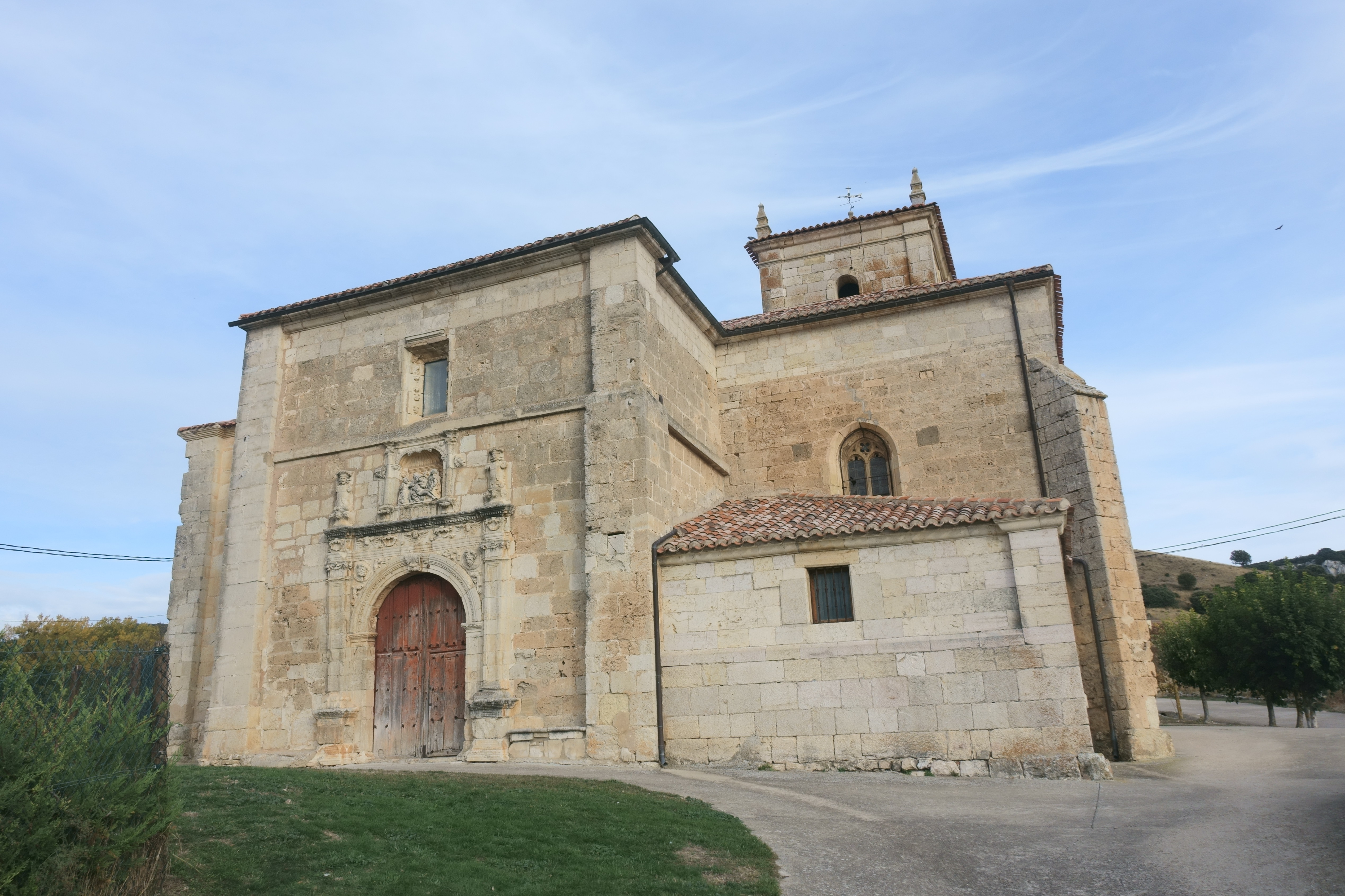
Iglesia de Santa Eulalia

Villa, en la cuadrilla de Prádano, una de las siete en que se dividía la Merindad de Bureba perteneciente al partido de Bureba. Jurisdicción de realengo con regidor pedáneo.
A la caída del Antiguo Régimen queda constituida como ayuntamiento constitucional del mismo nombre en el partido de Briviesca, región de Castilla la Vieja, contaba entonces con 144 habitantes.
Así se describe a Santa Olalla de Bureba en el tomo XII del Diccionario geográfico-estadístico-histórico de España y sus posesiones de Ultramar, obra impulsada por Pascual Madoz a mediados del siglo XIX:

Villa con ayuntamiento de la provincia, diócesis, audiencia territorial y capitanía general de Burgos (4 ½ leguas), partido judicial de Briviesca (2 ½); Situada en llano y al pie de una sierra que la resguarda con más frecuencia; las enfermedades más comunes son las afecciones de pecho, de ojos y diarreas. Tiene 50 casas, una calle desempedrada e irregular, una plaza, casa de ayuntamiento que sirve también de cárcel, una escuela de primera enseñanza frecuentada por 23 alumnos de ambos sexos, cuyo maestro percibe la dotación de 25 fanegas de trigo; una iglesia parroquial matriz (Santa Eulalia) servida por un cura párroco de provisión ordinaria y un sacristán; el cementerio se halla inmediato al pueblo y los habitantes se surten de agua para beber y demás usos de una fuente abierta y abundante. Confina el término N Caborredondo y Quintanavides; E este último; S Santa María del Invierno, y O Monasterio. El terreno es de buena calidad, aunque de secano y pedregoso la mayor parte; le baña un río que nace en Arraya, el cual marcha en dirección de E a O hasta llegar a la villa que nos ocupa, desde cuyo punto corre ya de S a N; sobre él existe un puente de piedra conocido con el nombre de Puente del Bardo. Además de este río hay también 2 arroyos que tienen origen en la citada sierra, los cuales pasan uno por cada lado del pueblo. Tanto las aguas de estos arroyos como las del río, sirven para regar algunos linares. En la expresada sierra se encuentra un monte poblado de carrascos bajos de encina y roble; su suelo es pedregoso y cría pasto para los ganados. Hay también en el término de este pueblo canteras de piedra de excelente calidad y de jaspe bastante bueno. Caminos: a excepción de la carretera de Francia los demás son todos vecinales y en mal estado. Correo: la correspondencia se recibe de la capital del partido por encargo particular. Producciones: trigo, cebada, legumbres, lino, cáñamo y patatas, ganado vacuno, caballar, lanar y cabrío; caza de liebres, perdices y codornices, y pesca de anguilas, cangrejos y algunos peces pequeños. Industria: la agrícola. Población: 38 vecinos, 144 almas. Capital productivo: 754.600 reales. Imponible: 76.598. Contribución: 2.721 reales 5 maravedíes.
Diccionario geográfico-estadístico-histórico de España y sus posesiones de Ultramar

## Demografía
Santa Olalla de Bureba cuenta con una población de 38 habitantes (INE 2024).
| Gráfica de evolución demográfica de Santa Olalla de Bureba entre 1842 y 2021                                          |
| |
| Población de derecho según los censos de población del INE. Población de hecho según los censos de población del INE. |

## Personas destacadas
- Santiago Segura Munguía, erudito latinista, catedrático de la Universidad de Deusto, autor de numerosos textos para el estudio del latín.